# Allacta mcgavini
Allacta mcgavini är en kackerlacksart som beskrevs av Roth, L. M. 1991. Allacta mcgavini ingår i släktet Allacta och familjen småkackerlackor. Inga underarter finns listade i Catalogue of Life.